# Syrský antiochijský patriarchát
Syrský antiochijský patriarchát je antiochijský patriarchát syrské katolické církve sjednocený s Římem. Jde o jeden z pěti antiochijských patriarchátů.

## Území
Vlastní diecézí patriarchy je syrská eparchie bejrútská od počátku 20. století je sídlem patriarcha Bejrút s patriarchální katedrálou Zvěstování Panny Marie. Na patriarchátu jsou přímo závislé následující diecéze:
- Patriarchální exarcháty:
  - Patriarchální exarchát Jeruzaléma a Ammánu
  - Patriarchální exarchát Basry a Zálivu
  - Patriarchální exarchát v Turecku
- Patriarchální dependence Súdánu a Jižního Súdánu formálně závislá na Syrské eparchii v Káhiře

Syrský patriarcha je členem Rady východních katolických patriarchů. V roce 1985 byl patriarchou založen Řád svatého Ignáce z Antiochie udílený zasloužilým laikům.

## Seznam patriarchů
Na památku sv. Ignáce z Antiochie všichni patriarchové přijímají jméno Ignác.
- Ignatios Andreas Akhidjan (1662–1677)
- Ignatios Pierre VI. Chaahbadine (1677–1702)
- Ignatius Michael III. Jarweh (1783–1800)
- Ignatius Michael IV. (1802–1810)
- Ignatius Simon II. (1814–1818)
- Ignatius Pierre VII. Jarweh (1820–1851)
- Ignatius Antoun I. (1853–1864)
- Ignatius Philippe (1866–1874)
- Ignatius Georges V. (1874–1891)
- Ignatius Behnam II. (1893–1897)
- Ignatius Ephrem II. Rahmani (1898–1929)
- Ignatius Gabriel I. Tappouni (1929–1968)
- Ignatius Antoine II. Hayek (1968–1998)
- Ignatius Moussa I. Daúd (1998–2001), od roku 2000 prefekt Kongregace pro východní církve
- Ignace Pierre VIII. Abdel-Ahad (2001–2008)
- Ignace Joseph III. Younan, od 21. ledna 2009